# نوتي
النُوتِيّ والجمع النَّواتِيّ أو البحار أو نوتيلوس أو رأس قدميات (من اليونانية ναυτίλος، 'بحار') هو الاسم الشائع لهذا الحيوان البحري من طائفة رأسيات القدم، يتألف من ستة أنواع. بعد العيش من دون تغيير للملايين من السنين غالبا ما تعرف ب«المتحجرات الحية».
نوتيلوس pompilius هي أكبر الأنواع، شكل واحدة منها قد تصل إلى 26.8 سم. تتواجد بأستراليا الغربية. ومع ذلك، فان معظم أنواع النوتي الأخرى لا تتجاوز أبدا 20 سم. نوتيلوس macromphalus هو أصغر الأنواع، وعادة قياسه 16 سم فقط.
غذائها الأساسي يعتمد على الروبيان، الاسماك الصغيرة والقشريات، والتي يفترسها بمخالبه. خلافا لغيرها من الرأسقدميات، ليس لديهم رؤية جيدة؛ عينيهم هيكل متطور للغاية ولكنها تفتقر إلى صلب العدسة. أنها «ثقب» العدسة من أين تمر المياه.